# Baqanas (Fluss)
Der Baqanas (kasachisch Бақанас, russisch Баканас Bakanas) ist ein Fluss im ostkasachischen Gebiet Abai.
Der Baqanas entsteht am Zusammenfluss von Älpejis und Tölen an der Westflanke des Schyngghystau, einem Höhenzug zwischen der Kasachischen Schwelle im Nordwesten und der Stadt Ajagös im Südosten. Er fließt anfangs in südlicher Richtung. Dabei passiert er die an der Fernstraße A20 gelegene Siedlung Barschatas. An der Einmündung des Daghandeli von rechts wendet sich der Baqanas nach Südosten. Der Fluss erreicht die Balqasch-Alaköl-Senke. Westlich von Aqtoghai unweit des östlichen Endes des Balchaschsees versickert er schließlich.
Der Baqanas hat eine Länge von 240 km. Sein Einzugsgebiet umfasst eine Fläche von 25.100 km². Der Fluss wird hauptsächlich von der Schneeschmelze gespeist. In Dürrejahren kann der gesamte Flusslauf trockenfallen. Das Flusswasser wird zur Bewässerung genutzt.